# Hjkr 14 Wiros
Hjälpkryssaren Wiros var ett svenskt lastfartyg tillhörande Sveabolaget och som inkallades som hjälpkryssare i svenska marinen under andra världskriget.
Wiros inkallades som hjälpkanonbåt med anledning av Andra världskrigets utbrott i september 1939 och ombyggdes på Gävle varv. Avsikten var att hon skulle tjänstgöra som chefsfartyg i 14. Ålandseskadern. Under ombyggnadstiden uppklassades hon till hjälpkryssare. Till följd av svår is kom hon i aktiv tjänst först under våren 1940. Hon ingick tillsammans med systerfartygen Waria och Warun  i Stockholmseskadern och användes främst för eskorttjänst mellan Gotland och fastlandet. Från 1941 fram till krigsslutet tjänstgjorde hon i Karlskronaavdelningen. Hon återlämnades till Sveabolaget 1945.